# Universidade Católica da Croácia
Universidade Católica da Croácia ( em croata:  Hrvatsko katoličko sveučilište; em latim: Universitas Studiorum Catholica Croatica ) é uma universidade privada da Igreja Católica localizada em Zagreb, Croácia.

## História
Em 12 de outubro de 2004, a Conferência Episcopal Croata, em sua 29ª sessão plenária, realizada em Zadar, adotou uma decisão sobre a criação da Universidade Católica da Croácia. A decisão estipulava que o fundador da Universidade era a Arquidiocese de Zagreb e seu patrocinador a Conferência Episcopal Croata.
Em 6 de janeiro de 2005, o arcebispo Josip Bozanić estabeleceu a Comissão para o Estabelecimento da Universidade Católica da Croácia, cuja missão era preparar o estabelecimento da Universidade da Croácia. Em 7 de janeiro de 2005, Bozanić nomeou cinco membros para a Comissão. A Comissão concluiu sua tarefa em 3 de junho de 2006, quando Bozanić estabeleceu oficialmente a Universidade com a publicação do "Decreto sobre o estabelecimento da Universidade Católica da Croácia-Luce Vera Illuminata" (Iluminado com a verdadeira luz) e "Instrução para a Estabelecimento" (nº 1273-2/2006).  A Comissão para o estabelecimento tornou-se Comissão da Universidade Católica Croata. Tinha que preparar um estudo para o lançamento da Universidade. Dom Ivan Šaško, professor da Faculdade Católica de Teologia da Universidade de Zagreb, foi nomeado reitor interino.
Em 6 de junho de 2006, a Arquidiocese de Zagreb e o governo croata assinaram um acordo sobre a troca de propriedades segundo o qual a Arquidiocese recebeu as instalações do antigo complexo militar em Črnomerec em troca de suas propriedades na rua Vlaška que foram confiscadas após a Segunda Guerra Mundial pelo governo iugoslavo. 
Em 3 de julho de 2008, o Ministério da Ciência, Educação e Esportes emitiu uma licença para a Universidade realizar programas de estudos em psicologia, sociologia e história e com igualdade de condições de emprego por cinco anos.
As instalações da universidade foram abençoadas em 19 de setembro de 2008, pelo Cardeal Secretário de Estado Tarcisio Bertone . Naquela ocasião, Bozanić explicou as razões para o estabelecimento da Universidade: "A base para o estabelecimento desta Universidade é um compromisso da Igreja Católica de ajudar o sistema croata de ensino superior no cumprimento de sua missão e otimizar suas oportunidades em o espaço social porque a Igreja acredita que é muito importante, e para isso não havia pré-condições nas últimas décadas. Sabemos que a Igreja e o Evangelho têm muito a dizer sobre a vida universitária." 
Durante sua visita à Croácia em 4 de junho de 2011, o Papa Bento XVI chamou a criação da Universidade para ser um "sinal de esperança".
Em julho de 2008, o Ministério da Ciência, Educação e Esportes concedeu licenças para a implementação dos programas de estudos de psicologia, história e sociologia.
O ensino no curso universitário de graduação em história começou no ano letivo de 2010-2011.
Em junho de 2020, o Ministério da Ciência e Educação concedeu à Universidade Católica da Croácia uma licença para implementar o programa integrado de graduação e pós-graduação em medicina.
Em junho de 2020, o Ministério da Ciência e Educação concedeu à Universidade Católica da Croácia uma licença para implementar o programa integrado de graduação e pós-graduação em medicina.

## Faculdades de Estudo
A Universidade oferece bacharelado e mestrado em: 
- História
- Psicologia
- Sociologia
- Comunicologia
- Enfermagem
- Medicina